# Have Rocket, Will Travel
Have Rocket, Will Travel é um filme de comédia sobre ficção científica de 1959 com Os Três Patetas. O trio era formado por Moe Howard, Larry Fine e o novo "Terceiro Pateta" Joe DeRita (apelidado de Curly-Joe). Lançado pela Columbia Pictures, o recurso foi produzido para capitalizar a volta do grupo de comédia no final da década de 1950, que ressurgiu com popularidade.

## Enredo
Os Patetas são zeladores que trabalham em um centro espacial, que foi acidentalmente para Vénus (planeta). Neste outro planeta eles encontram um unicórnio falante, uma tarântula gigante que cospe fogo e um computador alienígena que destruíra toda a vida no planeta, criando três duplicatas malignas dos Patetas. Ao final do filme os meninos voltam para casa sentindo-se triunfantes, recebem uma recompensa pela bravura, em símbolo pelo heroísmo.

## Elenco
- Moe Howard - Moe
- Larry Fine - Larry
- Joe DeRita - Curly-Joe
- Anna-Lisa - Dr. Ingrid Naarveg
- Robert Colbert - Dr. Ted Benson
- Jerome Cowan - Mr. Morse
- Don Lamond - O robô venusiano/Repórter/ Narrador
- Robert Stevenson - Voz do Thingtz
- Dal McKennon - Voz de Uni o Unicórnio

## Produção
Have Rocket, Will Travel foi a aparição inaugural de Joe DeRita com os Patetas, substituído Joe Besser depois que a Columbia deixou de produzir a série de Curtas metragens. O título é uma paródia do então popular programa de televisão Have Gun. Have Rocket, Will Travel e sua trilha sonora apresentaram músicas como "Swinging the Alphabet" e "Aba Daba Honeymoon".
Embora classificado como tal, não foi a primeira aparição em um longa-metragem dos Três Patetas. Essa honra vai para Rockin 'in the Rockies, o único longa metragem estrelando a formação mais conhecida que é Moe, Larry e Curly. O trio também estrelou um filme em 1951 chamado Gold Raiders, durante a era com Shemp Howard, e também fizeram vários papéis de apoio em inúmeros filmes na Década de 1930, quando ainda estavam afiliados a Ted Healy, incluindo Dancing Lady, com Joan Crawford, Clark Gable, Robert Benchley e Fred Astaire.